# غانداريا سيتي مول
غانداريا سيتي عبارة عن مجمع متعدد الاستخدامات يشمل مركزًا للتسوق وبرجًا للمكاتب وأبراجًا سكنية وفندقًا في كيبايوران لاما، جاكرتا، إندونيسيا تم تطويره بواسطة مجموعة باكوون. كل من مركز التسوق وفندق شيراتون جراند غانداريا سيتي والأبراج السكنية وبرج المكاتب كلها متصلة مباشرة. تبلغ مساحة المشروع حوالي 8.5 هكتار.